# Engelomyia ambigua
Engelomyia ambigua är en tvåvingeart som först beskrevs av Macquart 1851.  Engelomyia ambigua ingår i släktet Engelomyia och familjen parasitflugor. Inga underarter finns listade i Catalogue of Life.